# 清水崇
清水 崇（しみず たかし、1972年7月27日 - ）は、日本の映画監督。群馬県前橋市出身。
2018年より株式会社ブースタープロジェクトに所属。

## 略歴・人物
- 前橋市立若宮小学校、前橋市立第四中学校を経て、群馬県立中央高等学校を卒業後、近畿大学文芸学部に入学するも中退[1]。大学在学中に脚本家の石堂淑朗に師事する[2]。
- 同郷の小栗康平監督の『眠る男』、テレビドラマやVシネマなどにスタッフとして参加しながら、映画美学校にて学ぶ[2]。この学生時代に映像課題として撮影した『家庭訪問』という3分ほどの短編が、のちの『呪怨』の原型となる。卒業生製作として「はるのそら」（1998年）に撮影助手として参加する。
- 卒業後、映画監督の黒沢清の薦めで、関西テレビのオムニバスホラー『学校の怪談G』での短編を演出する機会を与えられた。本人の弁によれば、短編2本とも助監督すら付けられず、スケジュール作成からキャスティング、監督料も全部込みでわずか5万円だったとのこと。
- さらに映画美学校時代の講師だった脚本家の高橋洋の紹介で、一瀬隆重と出会い、ビデオ版『呪怨』『呪怨2』を製作。原題は『呪怨霊』だったが、清水の強い希望で『呪怨』に収まった。
- 2001年、『富江 re-birth』で映画監督デビューを果たす。公開館の新宿ジョイシネマでは、富江役の酒井美紀、共演の遠藤久美子やブレイク前の妻夫木聡らと共に、初めて映画館の舞台挨拶に立った。
- 2003年1月に『呪怨』を映画化してヒットする。同年8月には続編『呪怨2』もヒット。2004年には自らの手で『呪怨』のハリウッドリメイク版『THE JUON/呪怨』を製作して、日本人監督の実写作品としては初めて全米興行成績No.1を獲得する。日本人監督としては初のハリウッドデビューを果たす。
- 2006年には続編『呪怨 パンデミック』も全米興行収入初登場1位を記録した。しかし日本では、全国ロードショー公開にもかかわらずトップ10にも入らないという散々な結果となった。
- 2008年6月には『東京少女 桜庭ななみ』（BS-i）の第4話「小さな恋」において、初めて恋愛ドラマの監督を務めた。
- 2009年には、オープニング・エンディングを手がけたオムニバス映画『非女子図鑑』が2009年5月に公開。同年10月、立体映画『戦慄迷宮3D』が公開。
- 角野栄子の児童書を原作とする実写映画『魔女の宅急便』の監督を務め、2014年3月1日に全国ロードショー公開。興行成績初週3位となった。

## 人物
- 幼少期は児童文学を好んでおり、自ら物語を作るなどしていた[2]。小学4年生の時に映画『E.T.』を観て本格的に映画にのめり込むようになった[2]。怪談ものも子供の頃から好んでおり、中高生の頃に起きたホラー映画ブームによりホラー映画にはまった[2]。
- 子供の頃はいたずら好きで、「人をいかに驚かせるか」という趣向が後にホラー映画を監督する際にも活かされている[2]。
- ホラー漫画家の押切蓮介と親交がある。映画美学校の学生時代に撮った習作『家庭訪問』に出演してもらった藤貴子、2004年の劇場作品『稀人』で起用した宮下ともみなどは、以降の作品でも積極的にキャスティングしている。
- ホラー映画を多く監督するせいか、ウェブ記事などで名前の「崇」はしばしば「祟（たたり）」と間違って記されている。

## 作品

### 映画
- 富江 re-birth（2001年） - 監督
- 呪怨（2003年） - 監督・脚本
- 怪猫 轢き出し地獄（2003年） - 監督・脚本
- 怪談 こっちを見ないで…（2003年） - 監督・脚本
- 幽霊vs宇宙人（2003年） - 監督・脚本・出演
- 呪怨2（2003年） - 監督・脚本
- 稀人（2004年） - 監督
- THE JUON/呪怨（2004年） - 監督
- 輪廻（2005年） - 監督・脚本
- 呪怨 パンデミック（2006年） - 監督
- ユメ十夜（2007年） - 監督・脚本
- 非女子図鑑（2009年） - 監督
- 戦慄迷宮3D THE SHOCK LABYRINTH（2009年） - 監督
- ラビット・ホラー3D（2011年） - 監督・脚本
- 魔女の宅急便（2014年） - 監督・脚本
- 7500（2014年） - 監督
- 9次元からきた男（2016年） - 監督 ※ 日本科学未来館[3]
- 雨女（2016年） - 監督 ※ 4DX専用[4]
- こどもつかい（2017年） - 監督・脚本
- ブルーハーツが聴こえる（2017年） - オムニバス作品の1つ「少年の詩」の監督・脚本
- 東映 presents HKT48×48人の映画監督たち「見えない棘」（2017年） - 監督 ※短編映画[5]
- 犬鳴村（2020年） - 監督・脚本・原案[6]
- 樹海村（2021年） - 監督・脚本・原案[7]
- ホムンクルス（2021年） - 監督・脚本[8]
- 牛首村（2022年） - 監督・原案・脚本[9]
- 忌怪島/きかいじま（2023年） - 監督・脚本 [10]
- ミンナのウタ（2023年） - 監督・脚本・原案 [11]
- あのコはだぁれ?（2024年） - 監督・脚本・原案[12]

### オリジナルビデオ
- 呪怨（1999年）
- 呪怨2（1999年）
- 伊藤潤二 恐怖collection 悪魔の理論（2000年）
  - 真霊ビデオV ほんとにあった怖い話〜恐怖心霊写真館
  - 真霊ビデオVI ほんとにあった怖い話〜恐怖タレント体験談
- 怪談 こっちを見ないで…（2002年） - 『幽霊vs宇宙人』としてソフト化
- 怪猫 轢き出し地獄（2003年） - 『幽霊vs宇宙人 VOL.2』としてソフト化

### テレビドラマ
- 学校の怪談G「片隅」「44444444444」（1998年、関西テレビ） - 2作は『THE JUON/呪怨』の特典ディスクに収録
- 怪談新耳袋 1stシーズン「エレベーター」「さとり」「待ち時間」（2003年、BS-i）
- 日本のこわい夜「金髪怪談」（2004年、TBS『水曜プレミア』）
- 怪奇大家族（2004年、テレビ東京）
- 怪奇大作戦 セカンドファイル ファイル1「ゼウスの銃爪」（2007年、NHK-BShi）
- 音女 OTOME（2008年、テレビ朝日）
  - 第70回「HEAVEN」（Tourbillon）
  - 第74回「TOKYO,GO!」（ジョン・ロビンソン）
- 東京少女 桜庭ななみ 第4回「小さな恋」（2008年、BS-i）
- 天才てれびくんMAX『ミラクルシャッター』（2009年、NHK教育テレビ）
- SOIL（2010年、WOWOW）
- 世にも奇妙な物語「嘘が生まれた日」（2015年、フジテレビ）

### ミュージックビデオ
- 天才てれびくんワイドエンディング「きらいじゃブギ」（2001年、NHK教育テレビ）
- Ms.OOJA「HIKARI (Ms.OOJAの曲)」（2020年） - 『犬鳴村』主題歌

### テレビアニメ
- 闇芝居（2014年、テレビ東京） - 第6話脚本・絵コンテ

### 監修・プロデュース
- もうひとりいる（2002年） - 監修
- 呪怨 ザ・グラッジ3（2009年） - 製作総指揮
- 呪怨 白い老女（2009年） - 原案・監修
- 呪怨 黒い少女（2009年） - 原案・監修
- 劇場版 稲川怪談 かたりべ（2014年） - プロデュース
- キョンシー（2014年） - 製作
- バイオハザード: ヴェンデッタ（2017年） - エグゼクティブ・プロデューサー
- みなに幸あれ（2024年） - 総合プロデュース
- ミッシング・チャイルド・ビデオテープ（2025年） - 総合プロデュース

## 著書
- 『寿恩〜俺、霊とか見えないんだけど…〜』（2004年、ぴあ）

## 出演
- カラスコライダー（2009年） - 出演のみ
- 劇場版 はらぺこヤマガミくん（2012年） - シミズさん 役
- タイムマシンガール（2025年）[13]